# Jack Shea
John Amos „Jack“ Shea (* 7. September 1910 in Lake Placid; † 22. Januar 2002 ebenda) war ein US-amerikanischer Eisschnellläufer.
Er gewann bei den Olympischen Spielen 1932 in Lake Placid die Goldmedaille über 500 und 1500 Meter. Bei diesen Spielen legte er auch, stellvertretend für alle Athleten, den olympischen Eid ab. An den Olympischen Spielen 1936 in Garmisch-Partenkirchen nahm er als Jude aufgrund eines Ratschlags eines Rabbis nicht teil.
Jack Shea gehörte dem Komitee an, das die Olympischen Spiele 1980 das zweite Mal nach 1932 in seine Heimatstadt Lake Placid brachte.
Am 22. Januar 2002, zweieinhalb Wochen vor der Eröffnungsfeier der Olympischen Winterspiele 2002, starb Shea im Alter von 91 Jahren an den Folgen eines Autounfalls, den er am Vortag erlitten hatte. Kurz vor dem Jahreswechsel war er im Stadion von Lake Placid noch Fackelläufer für diese Winterspiele gewesen.
Auch sein Sohn Jim Shea, Sr. nahm an Olympischen Spielen teil. Er startete 1964 im Skilanglauf. Sein Enkel Jim Shea, Jr. wurde bei den Olympischen Winterspielen 2002 Olympiasieger im Skeleton. Damit ist die Familie Shea nach Angaben der BBC die erste Familie, die mit drei Generationen in drei verschiedenen Sportarten an Olympischen Spielen teilnahm.
Zu Ehren von Shea wurde das Eiskunstlauf- und Eishockeystadion der Olympischen Spiele 1932 in Jack Shea Arena umbenannt.